# Monochamus kivuensis
Monochamus kivuensis är en skalbaggsart som beskrevs av Stefan von Breuning 1938. Monochamus kivuensis ingår i släktet Monochamus och familjen långhorningar.
Artens utbredningsområde är Rwanda. Inga underarter finns listade i Catalogue of Life.